# Oxydia augusta
Oxydia augusta là một loài bướm đêm trong họ Geometridae.